# Kreuzbruch (Much)
Kreuzbruch war ein Ortsteil der Gemeinde Much im Rhein-Sieg-Kreis und ist namentlich mit Kreuzkapelle verbunden. 

## Lage
Kreuzbruch lag südlich von Kreuzkapelle im Wahnbachtal an der Landesstraße 189.

## Einwohner
1901 lebte hier die Näherin Elisabeth Dübel mit zwei Familienmitgliedern.